# حزقیال

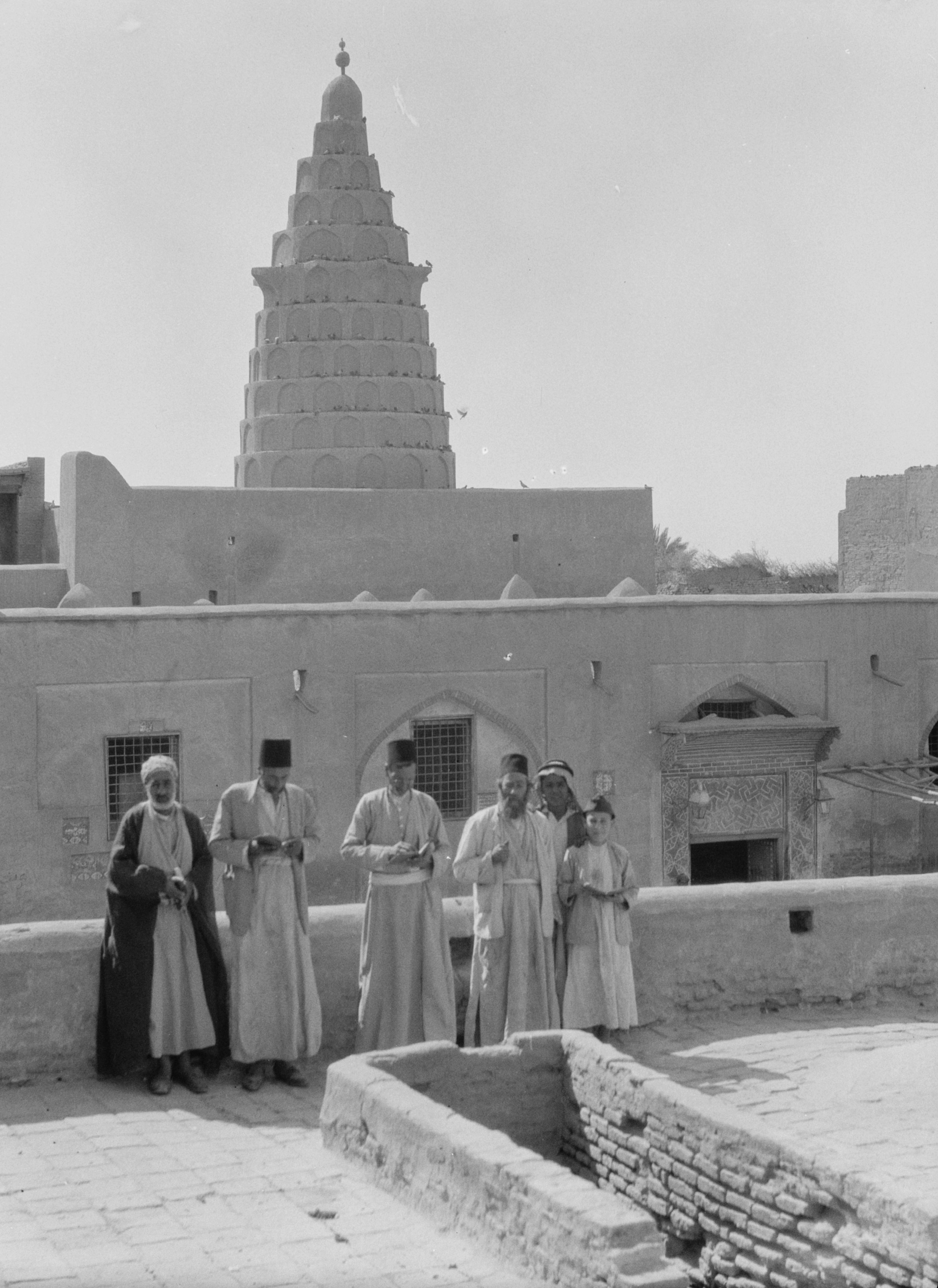
مقبره حزقیال در روستای کفل عراق

حزقیال (عبری:יחזקאל به‌معنی «خداوند نیرومندی می‌بخشد») کاهنی از خانواده صادوق و از پیامبران بنی‌اسرائیل بود.
حِزقیال در سال ۶۲۷ قبل از میلاد ولادت یافت، و در سی‌سالگی، کاهن اورشلیم شد. حزقیال ازدواج کرد و در تل‌ابیب در نزدیکی نیپور بابل و در منزل شخصی خودش زندگی می‌کرد، و مشایخ یهود با او مشورت می‌کردند. زن حزقیال در زمان کاهنی وی به‌طور ناگهانی درگذشت ولی خدا حزقیال را از عزاداری منع کرد. او به سال ۵۹۲ قبل از میلاد، به پیغمبری بنی‌اسرائیل رسید، و بیست و دو سال بنی‌اسرائیل را از بت‌پرستی بازداشته و به سوی خدا دعوت می‌کرد. در ابتدا بنی‌اسرائیل تحت‌تأثیر او قرار نمی‌گرفتند تا این که سرانجام با شکسته شدن بت‌ها به خدای یگانه روی آوردند. او ابیهود (عبری:אבא של יהודים به معنی پدر یهود)، پسر انسان (عبری:ילד של איש) و تسلی‌دهنده اسرائیل (عبری:עמת) نامیده شده‌است.
در زمان حمله بابلی‌ها، حزقیال در اورشلیم سکونت داشت و بعد از محاصره اورشلیم در سال هشتم پادشاهی نبوکدنصر همراه با یهویاکین به اسارت برده شد. او پیامبری بود که داوری بر هفت قوم آمون، موآب، فلسطین، صور، صیدون و مصر را اعلام کرد. کتاب نبوتی حزقیال شعرگونه‌ است، و در آن وزن و آهنگ وجود دارد. این کتاب شامل چهار رؤیا و پنج پیغام اصلی است که به شکل مثل ارائه شده‌است. کتاب حزقیال تأثیر زیادی بر روی جنبشهای عرفانی یهودی داشته‌است. بسیاری پیروان عرفان مرکابا و بعداً کابالا به رؤیای حزقیال توجه خاصی داشتند و اعتقاد داشتند که رمز خلقت در کتاب حزقیال نهفته‌است. پیروان عرفان مرکابا تلاش داشتند که رؤیای حزقیال و دیدن عرش خداوند را تجربه کنند. در رؤیا حزقیال دید که عرش خدا توسط چهار حیوت (عبری: חיות) (موجودات زنده) حمل می‌شود که هریک دارای چهار بال و صورت مرد، شیر، گاو و عقاب است. کابالا ارتباطی بین رؤیای حزقیال و چهار دنیا در کابالا برقرار می‌کند. حزقیال در روستای کفل در بین‌النهرین مدفون شد. یهودیان و مسلمانان عراق قبر او را زیارت می‌کنند. قبر دیگری منسوب به وی نیز در ایران و در شهر دزفول قرار دارد که اهالی این شهر به آن بابا حزقیل می‌گویند و مردم برای زیارت به آنجا می‌روند.